# Аддикс, Вим
Виллем (Вим) Аддикс (нидерл. Willem "Wim" Addicks; 28 августа 1896, Амстердам — 8 июля 1985, Амстердам) — нидерландский футболист, игравший на позиции нападающего. Выступал за амстердамские команды «Де Меуэн», АФК и «Аякс». В составе национальной сборной Нидерландов провёл 3 матча, забил 2 гола.

## Ранние годы
Виллем родился 28 августа 1896 года в городе Амстердам, в семье Ари Тёниса Аддикса и Линки Хансюм. Его отец был родом из Хардинксвелда, а мать из Гиссендама, они поженились в апреле 1880 года и долгое время жили в Амерсфорте.
Вим, вероятно, был назван в честь умершего до его рождения старшего брата, прожившего всего 26 дней. Хотя это была не единственная потеря в семье — в марте 1886 года умер их первый сын Мартинюс Касимир, проживший 22 месяца.
У Аддикса были старшие сёстры Лена Госерина (1880) и Анна Хендрика (1882) и братья — Адриан (1885), Мартинюс Касимир (1887) и Дирк Николас (1889).

## Футбольная карьера

### Клубная карьера
Известно, что приблизительно с 1915 года Аддикс выступал в составе футбольной команды «Де Меуэн», при этом вызывался в сборную Амстердама, а с 1917 года начал играть за клуб АФК.
В августе 1922 года Вим Аддикс и Эдди Хэмел перешли в «Аякс», которым руководил английский тренер Джек Рейнолдс. Оба игрока дебютировали за клуб 3 сентября в товарищеском матче с австрийским «Фёрстом». Матч завершился поражением «Аякса» со счётом 1:3.
Первую игру в чемпионате за «Аякс» Вим провёл 17 сентября против «Блау Вита» (4:0), и сразу же отметился дублем в ворота Схинделера. В дебютном сезоне 1922/23 Аддикс забил 14 голов в 22 играх чемпионата, став лучшим бомбардиром команды. «Аякс» по итогам сезона занял лишь пятое место.
В последующих сезонах Вим не проходил в основной состав амстердамцев, играл за резервный состав. За 9 лет в клубе Аддикс сыграл за основной состав 28 матчей и забил 15 мячей. Свой последний матч за «Аякс» Аддикс провёл 19 апреля 1931 года против клуба «Хермес ДВС». В том же году Вим решил завершить свою футбольную карьеру.

### Сборная Нидерландов
В национальной сборной Нидерландов Вим Аддикс дебютировал 2 апреля 1923 года в матче против сборной Франции, в своём первом же матче Вим забил два мяча, а его команда победила со счётом 8:1. Всего за сборную Вим провёл 3 матча и забил 2 мяча, свою последнюю игру за сборную Аддикс провёл 10 мая 1923 года против сборной Германии, завершившийся вничью 0:0.

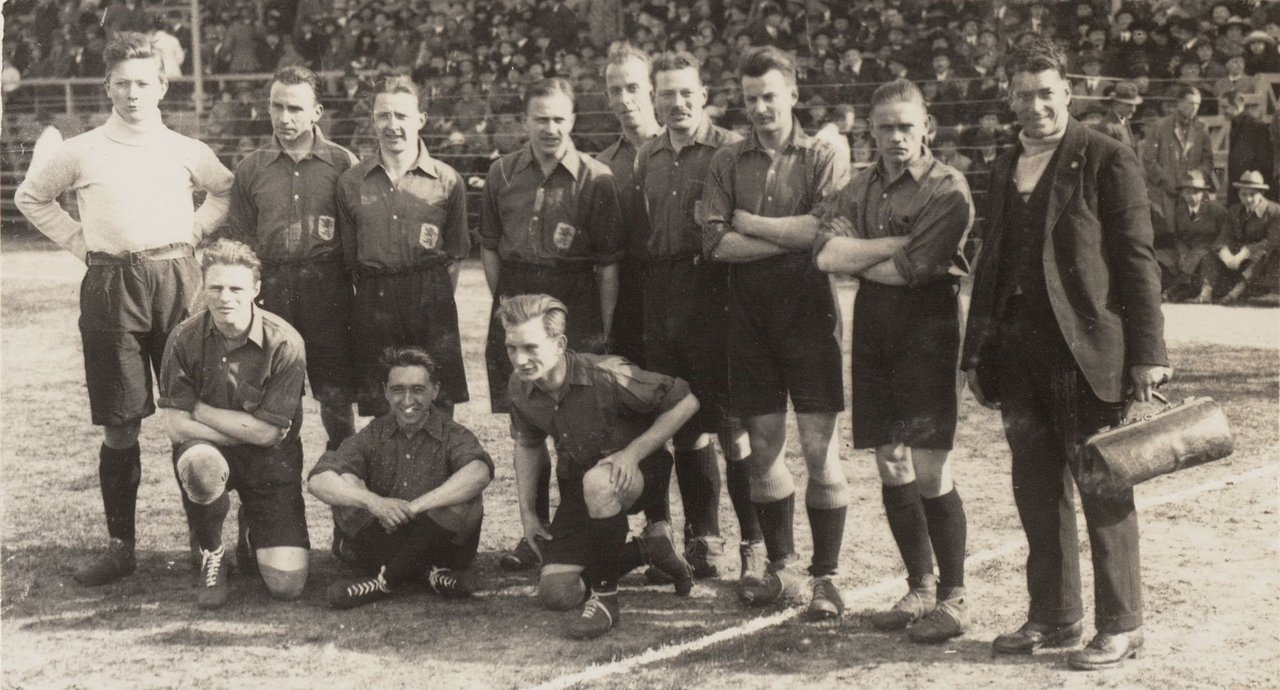
Сборная Нидерландов перед матчем с французами (1923)
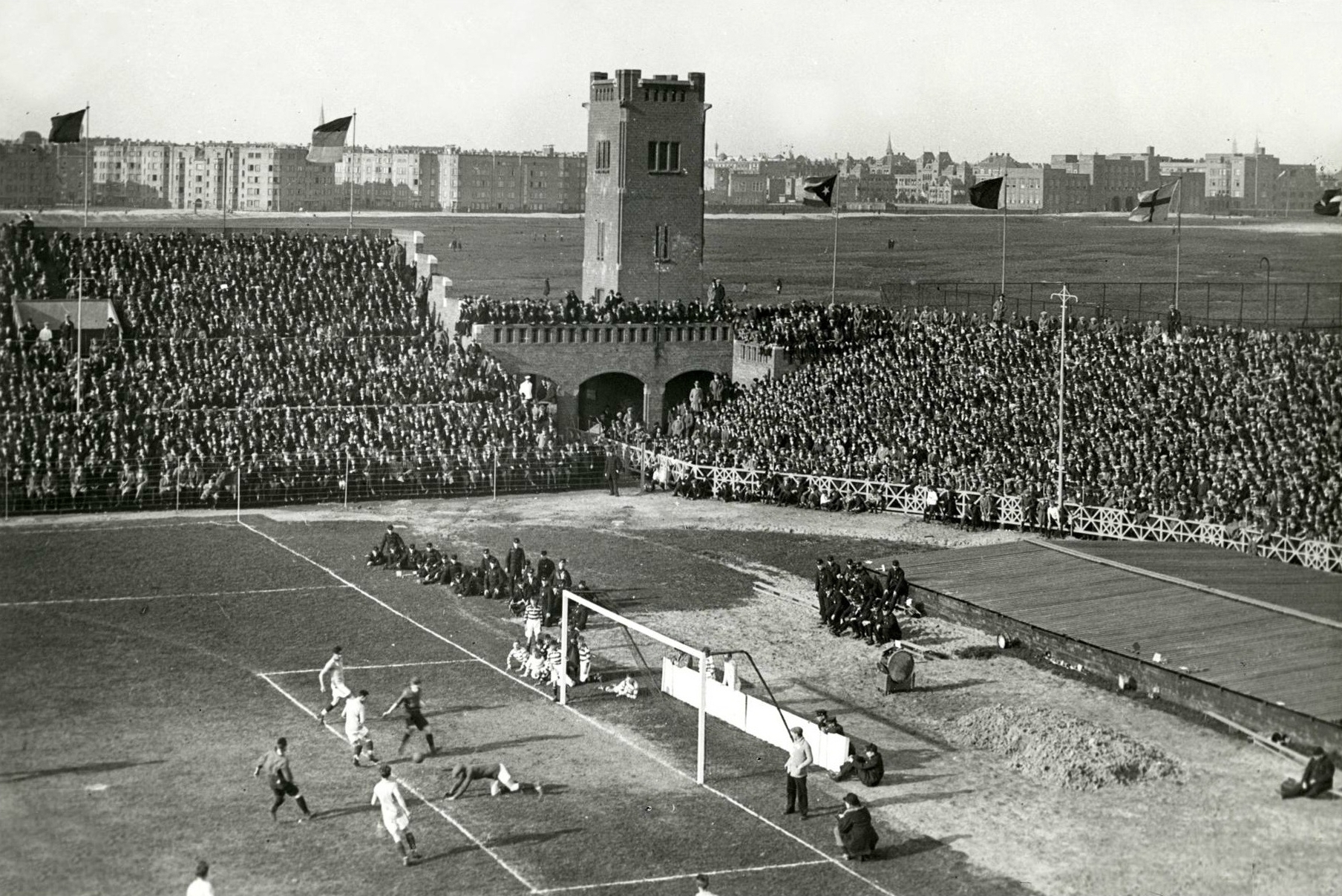
Аддикс забивает 7-й гол в ворота Франции (1923)
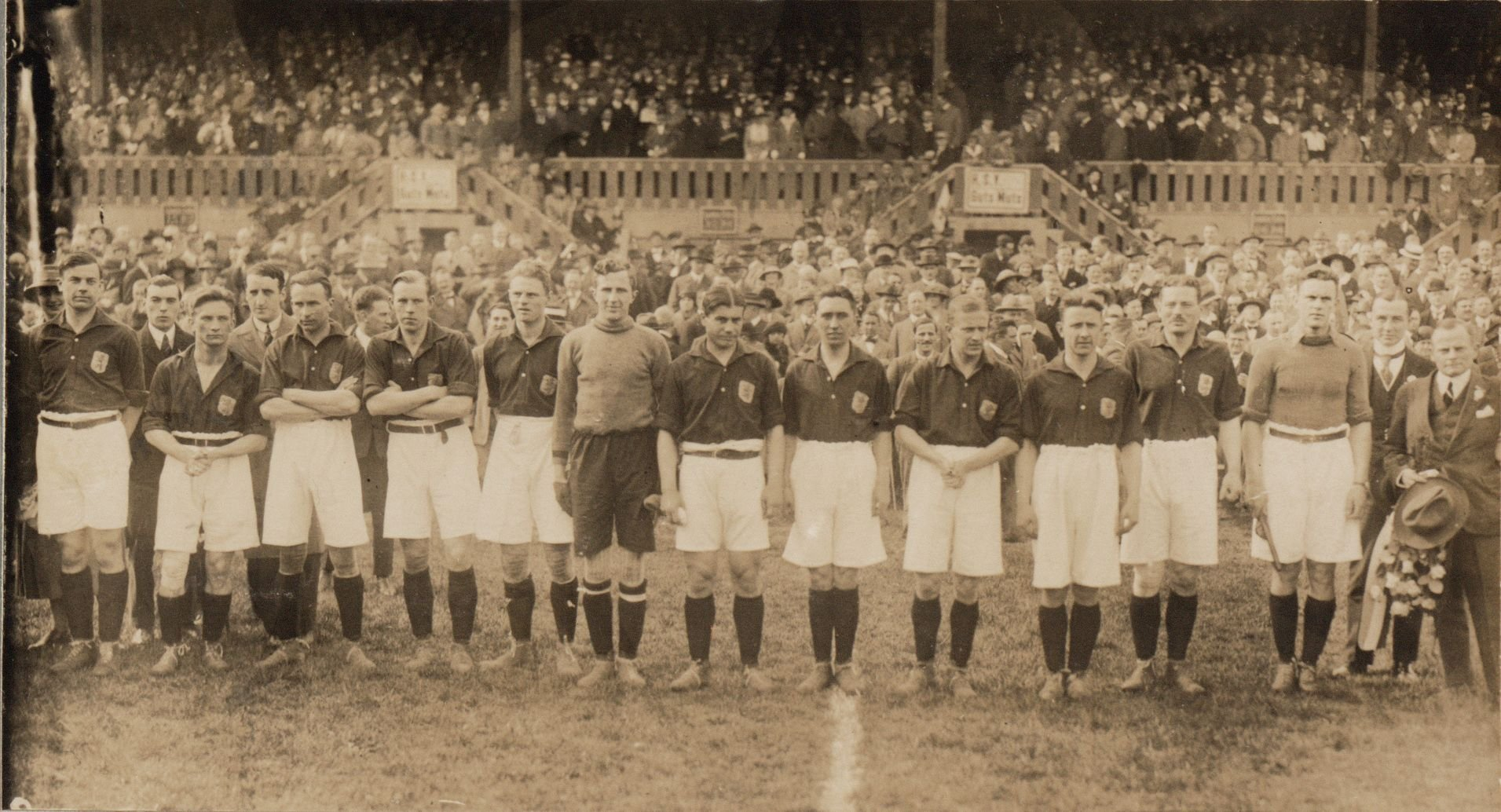
Сборная Нидерландов перед матчем с Германией (1923)
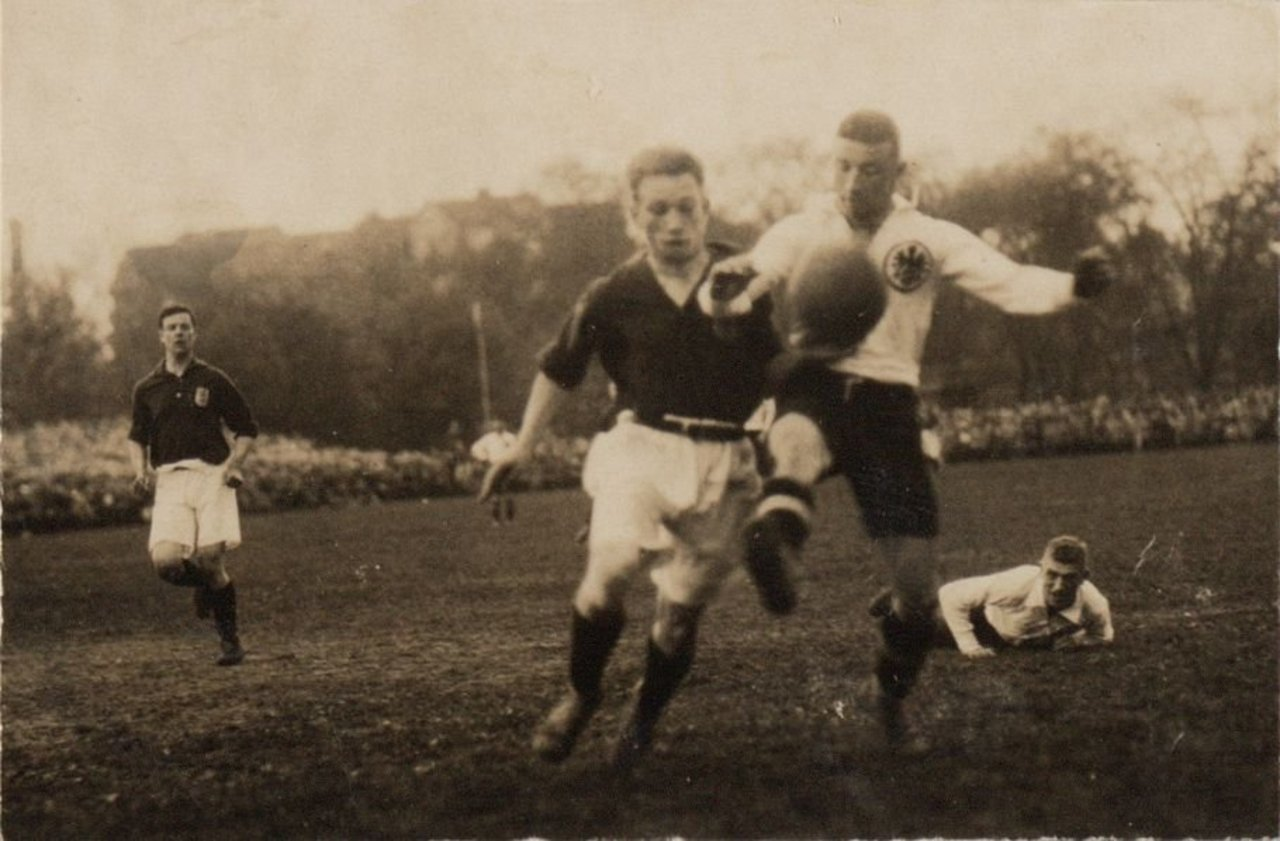
Вим Аддикс в борьбе за мяч (1923)

## Статистика

### Матчи Аддикса за сборную Нидерландов
| Матчи Аддикса за сборную Нидерландов | Матчи Аддикса за сборную Нидерландов | Матчи Аддикса за сборную Нидерландов | Матчи Аддикса за сборную Нидерландов | Матчи Аддикса за сборную Нидерландов | Матчи Аддикса за сборную Нидерландов |
| ------------------------------------ | ------------------------------------ | ------------------------------------ | ------------------------------------ | ------------------------------------ | ------------------------------------ |
| №                                    | Дата                                 | Соперник                             | Счёт                                 | Голы Аддикса                         | Соревнование                         |
| 1                                    | 2 апреля 1923                        | Франция                              | 8:1                                  | 2                                    | Товарищеский матч                    |
| 2                                    | 29 апреля 1923                       | Бельгия                              | 1:1                                  | —                                    | Кубок Rotterdamsch Nieuwsblad 1923   |
| 3                                    | 10 мая 1923                          | Германия                             | 0:0                                  | —                                    | Товарищеский матч                    |

Итого: 3 матча / 2 гола; 1 победа, 2 ничьи, 0 поражений.

## Личная жизнь
Аддикс женился на 28-летней Гертрёйде Холландс, дочери огранщика алмазов. Их брак был зарегистрирован 11 октября 1928 года в Амстердаме.
Во время Второй мировой войны старший брат Вима Мартинюс Касимир присоединился к движению сопротивления против немецких оккупантов. Его сын Ари Аддикс также был членом сопротивления. 6 сентября 1941 года, Мартинюс Касимир был застрелен немцами, которые вторглись в его дом с целью арестовать его сына. 27 сентября Ари всё же был арестован, а 8 октября расстрелян.

## Последние годы
В последние годы жизни Вим продолжал участвовать в общественной деятельности своего бывшего клуба, так 20 ноября 1982 года собрались многие ветераны «Аякса» такие как Тон Брандстедер, Гер Фишер, Ян Потхарст и Йон де Стерке, Луи Коппен и Рикюс де Вит, а также другие игроки «Аякса» разных поколений.
8 июля 1985 года Вим Аддикс скончался в возрасте 88 лет в Амстердаме.